# Boglár (keresztnév)
A Boglár női név a régi magyar boglár szóból ered, jelentése: ékköves gomb, csat,ékszer.

## Rokon nevek
Bogi

## Gyakorisága
Az újszülötteknek adott nevek körében az 1990-es években igen ritkán fordult elő. A 2000-es és a 2010-es években sem szerepelt a 100 leggyakrabban adott női név között.
A teljes népességre vonatkozóan a Boglár sem a 2000-es, sem a 2010-es években nem szerepelt a 100 leggyakrabban viselt női név között.

## Névnapok
augusztus 1., augusztus 22.

## Híres Boglárok
- László Boglár (1967–) újságíró kormányszóvívő